# Skidåkning

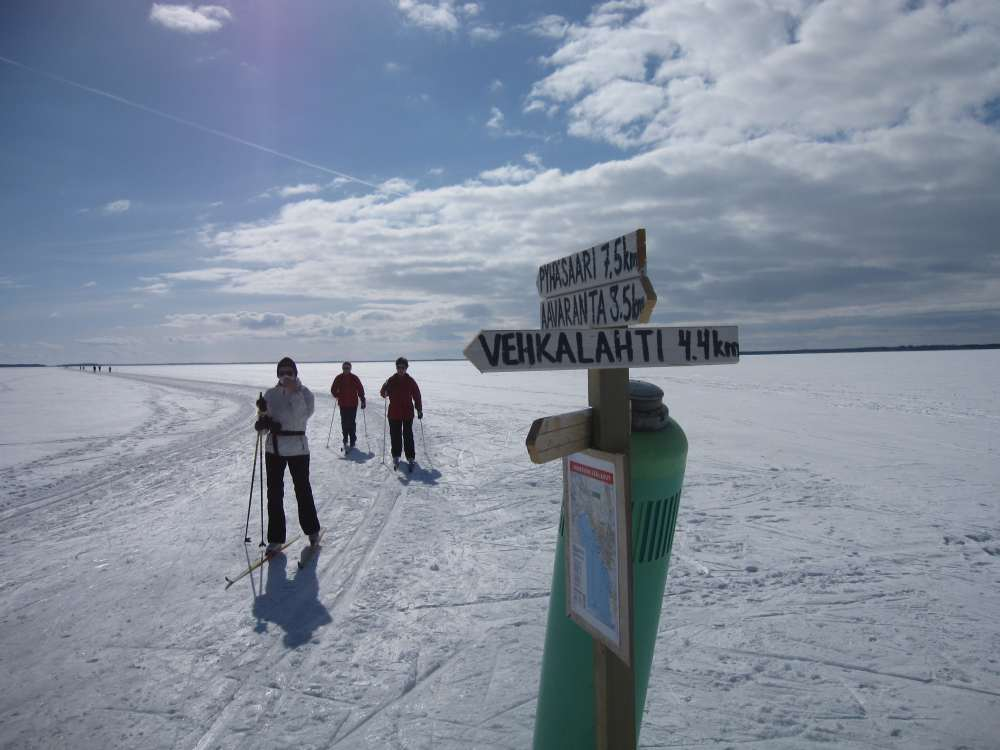
Skidspår över isen.

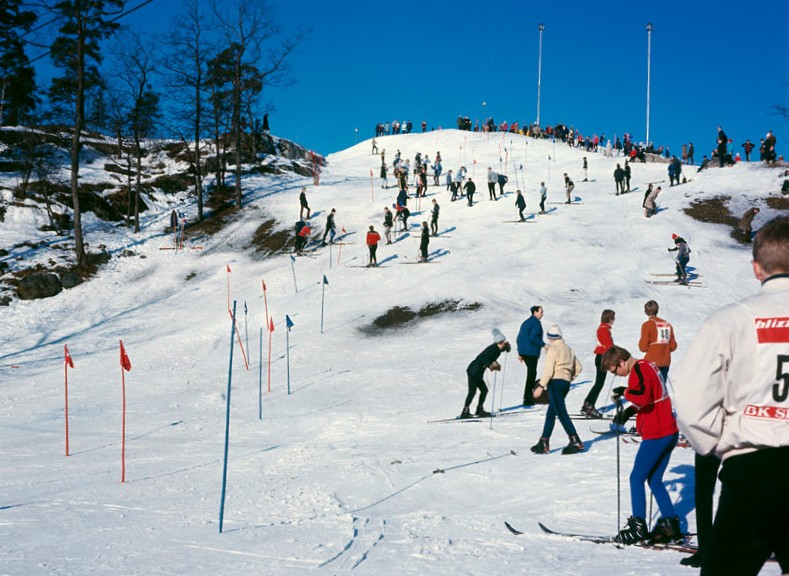
Utförsåkning.

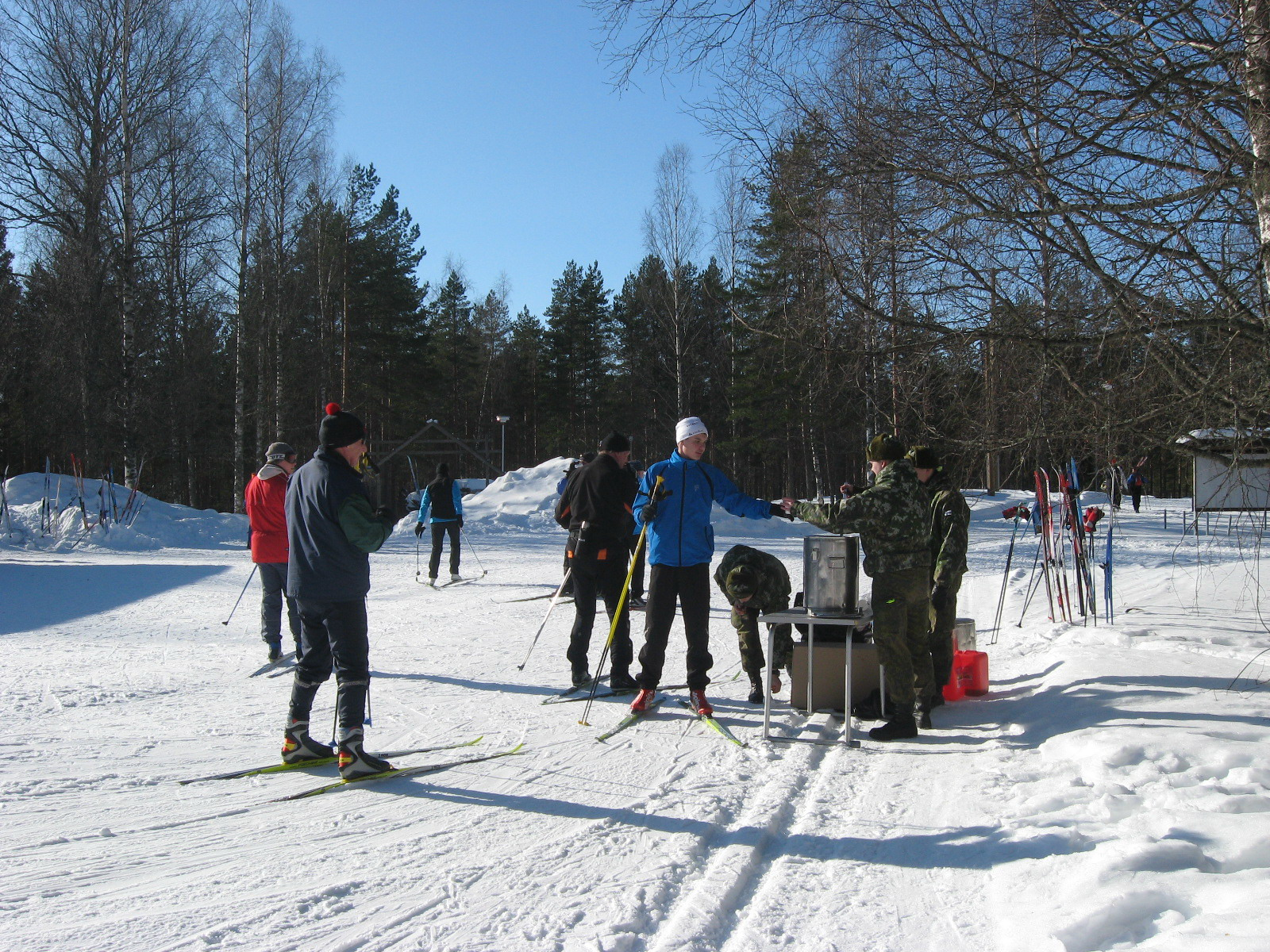
Matpaus vid organiserad långtur.

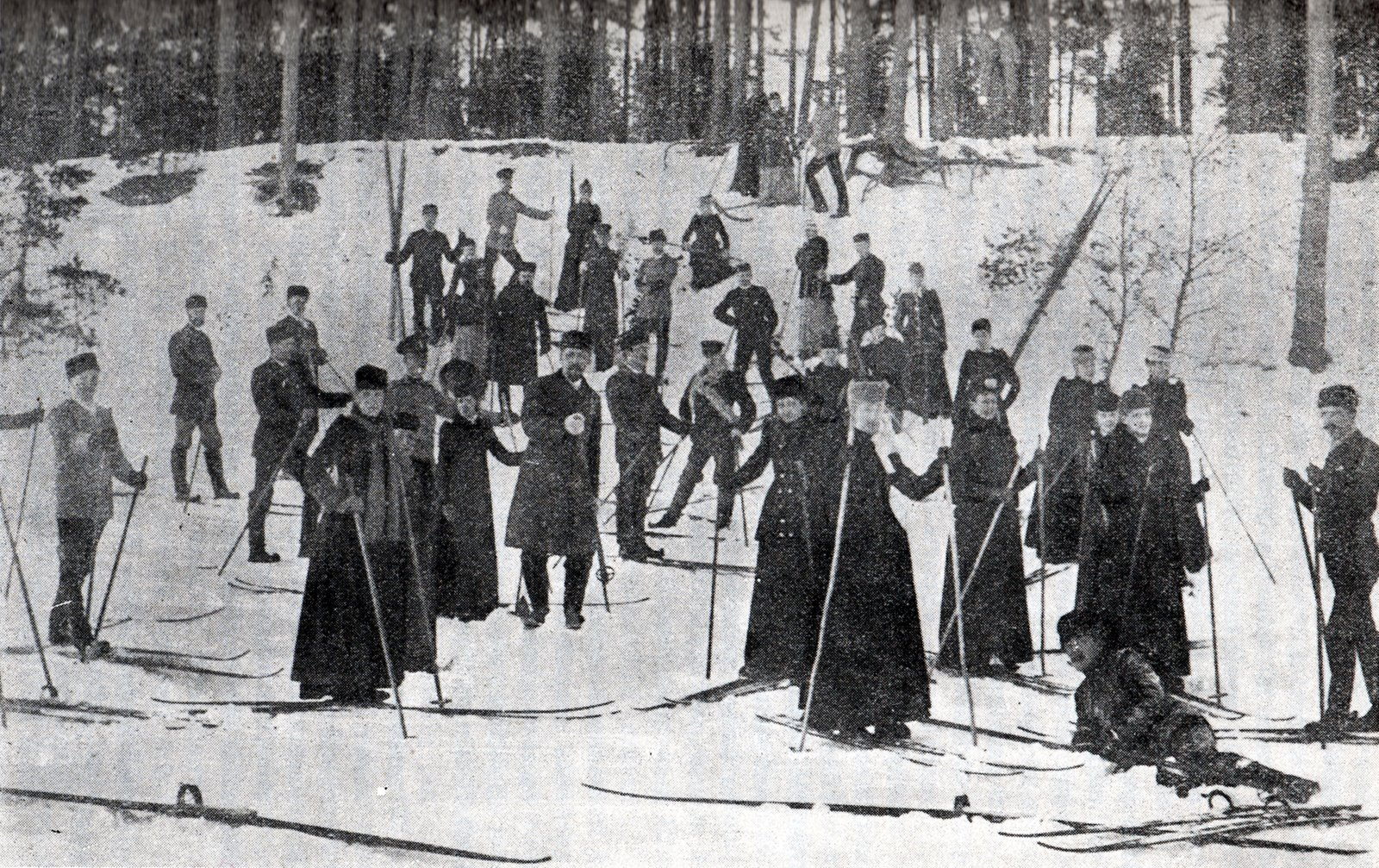
Skidsällskap 1893.

Skidåkning innebär att transportera sig (på snö) på skidor; benämningen används både allmänt och i samband med tävlingar. Moderna skidor och tillhörande utrustning är anpassade efter olika åkstilar. Man skiljer framförallt mellan längdåkning, alpin utförsåkning, freestyleåkning och telemarksåkning.

## Utrustning
För att åka skidor behöver man åtminstone skidor och pjäxor men stavar är också viktiga. Vid utförsåkning har man ofta även skyddsutrustning som hjälm. Skidkläderna är normalt anpassade till vintervädret, med varma underkläder och ytterst antingen en overall eller en vinterjacka, den senare ofta tillsammans med termobyxor, det vill säga fodrade överdragsbyxor.
Många större skidanläggningar har uthyrning av skidutrustning ifall man av olika anledningar inte har med sig egen utrustning.

## Skidsport
Tävlingar i skidåkning hålls främst på platser med vinterklimat under den kalla årstiden. Det finns olika slags tävlingar inom skidsporten, man kan tävla i bland annat slalom och längdåkning. 
En av de kändaste skidtävlingarna är Vasaloppet, ett 90 km långt lopp mellan Sälen och Mora, som årligen går av stapeln första söndagen i mars. 